# 迪涅萊班
迪涅莱班（法語：Digne-les-Bains，法語發音：[diɲ le bɛ̃] ⓘ），法国东南部城市，普罗旺斯-阿尔卑斯-蓝色海岸大区上普罗旺斯阿尔卑斯省的一个市镇，也是该省的省会和人口第二多的城市。迪涅莱班位于阿尔卑斯南部山区的一处河谷之中，罗马-高卢时期建城，并长期为这一地区的行政中心。该市以其境内的温泉和高山森林景观而闻名，被评为“三星级”花园城市（3 fleures）。

## 地名来源
“迪涅莱班”一名来源于罗马-高卢时期此地的一处名为“迪尼亚”（Dinia）的温泉。而“莱班”（les Bains）这一后缀则在1988年出现，该后缀的现代法语中的含义为“温泉”。

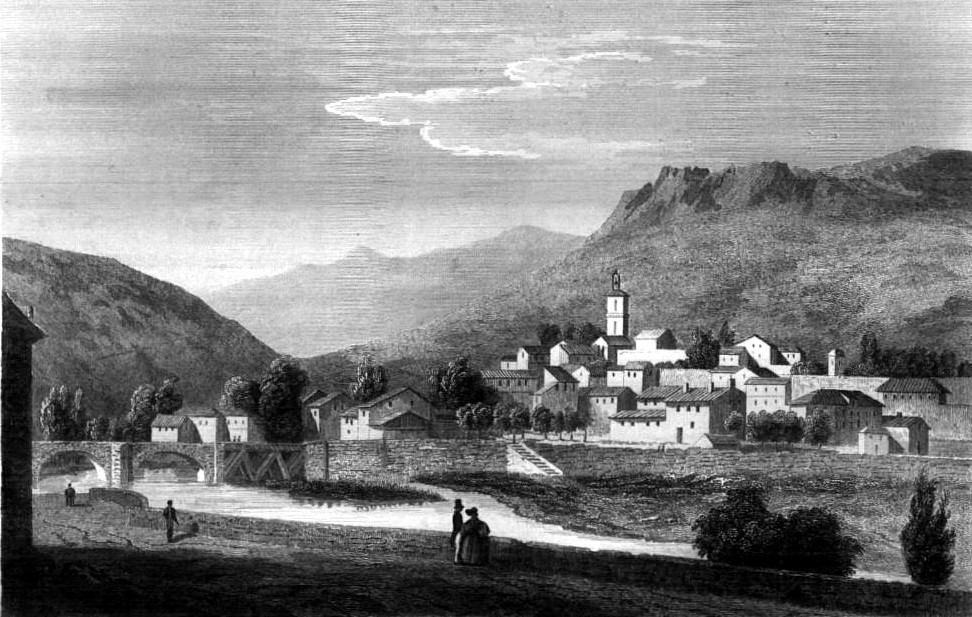
1838年的迪涅莱班

## 历史
迪涅莱班附近地区早在罗马-高卢时期就已有博迪翁蒂西人活动，后因在当地发现了温泉而被人所知，被称为“Dinia”，后衍变为“迪涅”，并形成城市。古罗马作家老普林尼曾在其《自然历史》一书中首次称Dinia是博迪翁蒂西人的首都。中世纪时，外敌频繁入侵骚扰本地，迪涅的城址迁至了附近的一处山丘之上，后于公元4世纪正式成为天主教迪涅教区的首府。1451至1452年间，黑死病入侵迪涅并造成大量伤亡。1790年，迪涅成为下阿尔卑斯省（Basse Alpes）的省会。二戰時1940年法國戰敗，迪涅為維希法國一部份。1942年11月法西斯義大利佔領了包括迪涅的法國南部，直到1943年9月義大利停戰。1944年8月16日，迪涅遭到了严重的轰炸，造成24人遇难。1974年，相邻的莱杜尔布整体合并入迪涅。

## 地理

迪涅莱班城市全貌

迪涅莱班位于法国东南部，普罗旺斯-阿尔卑斯-蓝色海岸大区的中部偏北和上普罗旺斯阿尔卑斯省的西南部。

### 地形
迪涅莱班位于阿尔卑斯山区南部的两个河谷交汇处，其中市区位于河谷底部，四周则被山峦包围，市区海拔约608米，总海拔在524至1,731米之间。

### 水文
布莱奥讷河和其支流热水溪（Torrent des Eaux Chaudes）在迪涅莱班交汇，为迪朗斯河（Durance）的支流，属于法国五大流域之一的罗讷河流域。

### 气候
迪涅莱班属于山地气候，年温差大，降水不规律，区域性气候明显。
距离迪涅莱班最近的气象站位于迪涅莱班市区西部大约20公里外的阿努堡-圣欧邦，尽管距离不算太远，但由于后者处于河谷之中，地形、海拔等自然条件与迪涅莱班存在较大差异，因此其气候数据无法完全代表迪涅莱班。
以下为2012年的迪涅莱班全年气候记录数据。单独的年份可能与多年平均值有差，以下数据仅供参考：
| 迪涅莱班2012年      | 迪涅莱班2012年 | 迪涅莱班2012年 | 迪涅莱班2012年 | 迪涅莱班2012年 | 迪涅莱班2012年 | 迪涅莱班2012年 | 迪涅莱班2012年 | 迪涅莱班2012年 | 迪涅莱班2012年 | 迪涅莱班2012年 | 迪涅莱班2012年 | 迪涅莱班2012年 | 迪涅莱班2012年 |
| 月份                | 1月            | 2月            | 3月            | 4月            | 5月            | 6月            | 7月            | 8月            | 9月            | 10月           | 11月           | 12月           | 全年           |
| ------------------- | -------------- | -------------- | -------------- | -------------- | -------------- | -------------- | -------------- | -------------- | -------------- | -------------- | -------------- | -------------- | -------------- |
| 历史最高温 °C（°F） | 16 (61)        | 20.4 (68.7)    | 24.3 (75.7)    | 27.4 (81.3)    | 29.9 (85.8)    | 33.7 (92.7)    | 32.3 (90.1)    | 35.2 (95.4)    | 28.6 (83.5)    | 24.2 (75.6)    | 18.4 (65.1)    | 14.4 (57.9)    | 35.2 (95.4)    |
| 平均高温 °C（°F）   | 10.3 (50.5)    | 9.2 (48.6)     | 18.2 (64.8)    | 15.9 (60.6)    | 21.5 (70.7)    | 26.8 (80.2)    | 29 (84)        | 30.1 (86.2)    | 23.9 (75.0)    | 19.3 (66.7)    | 13.8 (56.8)    | 9 (48)         | 18.9 (66.0)    |
| 平均低温 °C（°F）   | −1.1 (30.0)    | −6.4 (20.5)    | 2.5 (36.5)     | 5.4 (41.7)     | 9.1 (48.4)     | 13.4 (56.1)    | 14.4 (57.9)    | 15.3 (59.5)    | 11.6 (52.9)    | 8.2 (46.8)     | 4.3 (39.7)     | −2.1 (28.2)    | 6.2 (43.2)     |
| 历史最低温 °C（°F） | −5 (23)        | −14.1 (6.6)    | −2.7 (27.1)    | −0.8 (30.6)    | 3.4 (38.1)     | 6.7 (44.1)     | 9.6 (49.3)     | 9.7 (49.5)     | 5.3 (41.5)     | −1.2 (29.8)    | −0.6 (30.9)    | −10.4 (13.3)   | −14.1 (6.6)    |
| 平均降水量 mm（）   | 43.8 (1.72)    | 0.8 (0.03)     | 10.9 (0.43)    | 184.3 (7.26)   | 147.5 (5.81)   | 22.8 (0.90)    | 33.1 (1.30)    | 22.5 (0.89)    | 47.1 (1.85)    | 116.8 (4.60)   | 157.4 (6.20)   | 77.8 (3.06)    | 864.7 (34.04)  |
| 月均日照時數        | 100.5          | 120.7          | 173.9          | 178.6          | 213.7          | 244.6          | 262.1          | 274.4          | 207.8          | 146.3          | 93.2           | 90.3           | 2,078.9        |
| 来源：infoclimat    |                |                |                |                |                |                |                |                |                |                |                |                |                |

## 行政区划
迪涅莱班是法国普罗旺斯-阿尔卑斯-蓝色海岸大区上普罗旺斯阿尔卑斯省的一个市镇，编号为04070，它也是上普罗旺斯阿尔卑斯省的省会。迪涅莱班下辖迪涅莱班区，管理迪涅莱班第一县和第二县，同时也是普罗旺斯-阿尔卑斯城市圈公共社区的办公驻地。
法国国家统计与经济研究所（INSEE）在进行数据统计时，将迪涅莱班分为了9个“信息块区”（IRIS）。

## 交通

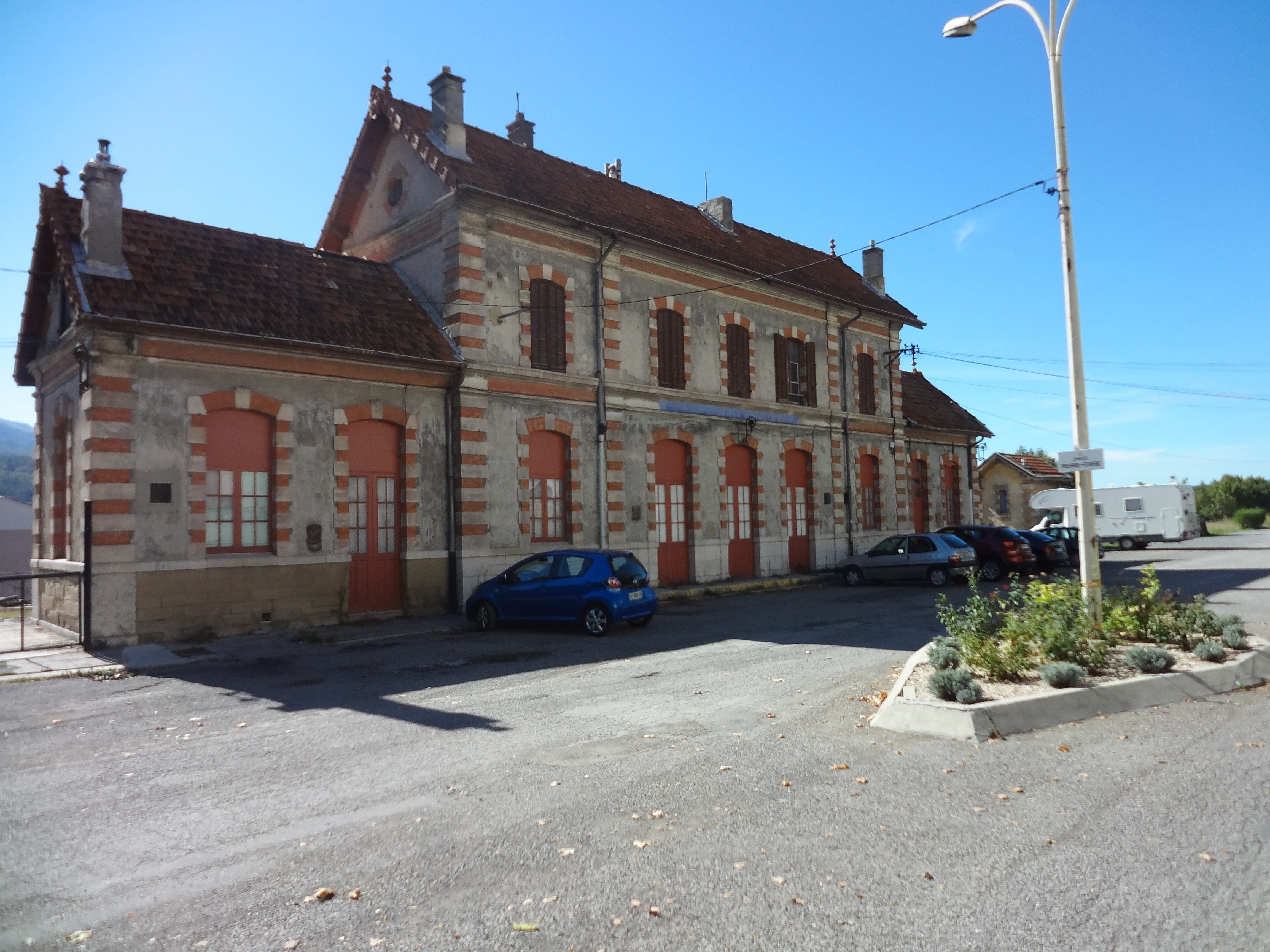
迪涅莱班火车站

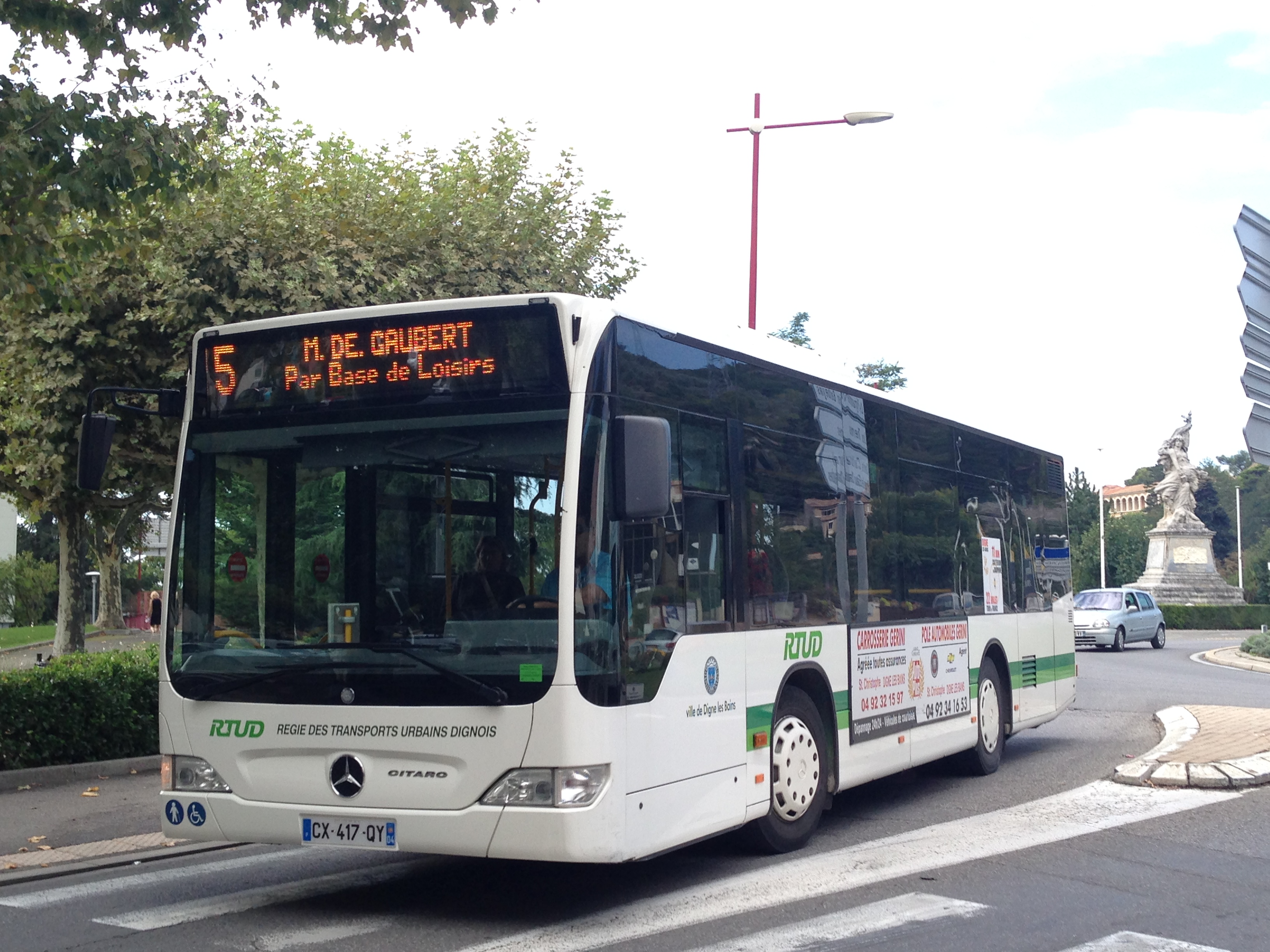
迪涅莱班公交5路

### 公路
法国国道N85线穿越迪涅莱班市区，另有上普罗旺斯阿尔卑斯省省道D19线、D20线、D900线和D900A线在迪涅莱班境内交汇。距离迪涅莱班最近的高速公路为法国A51号高速公路，其20号出入口距离迪涅莱班约20公里，通过省道D4线和国道N85线相连。
普罗旺斯-阿尔卑斯-蓝色海岸大区公共交通下属的22、26、28、31、33等线路经过迪涅莱班，可前往马赛、阿维尼翁、加普、格勒诺布尔和尼斯等地，并提供前往迪涅莱班周边主要市镇的校车。普罗旺斯-阿尔卑斯市际交通开行5条连接迪涅莱班和周边市镇的校车线路。
2018年，61.3%的迪涅莱班居民拥有至少1辆私人汽车

### 铁路
迪涅站，又称“迪涅莱班站”，位于迪涅莱班市区西南部，是圣欧邦－迪涅铁路和尼斯－迪涅铁路（窄轨）的终点站，其中前往圣欧邦方向的铁路已于1989年关闭，现仅保留前往尼斯方向的铁路，由普罗旺斯地方铁路公司开行，不与法国国家铁路网联通。

### 航空
迪涅莱班境内没有任何航空设施。距离迪涅莱班最近的民用航空机场为马赛普罗旺斯机场，距离迪涅莱班大约130公里，有大巴车可以直达。

### 城市公共交通
迪涅莱班城市公共交通创建于1992年，现开行5条常规线路和1条校车线路。

## 政治

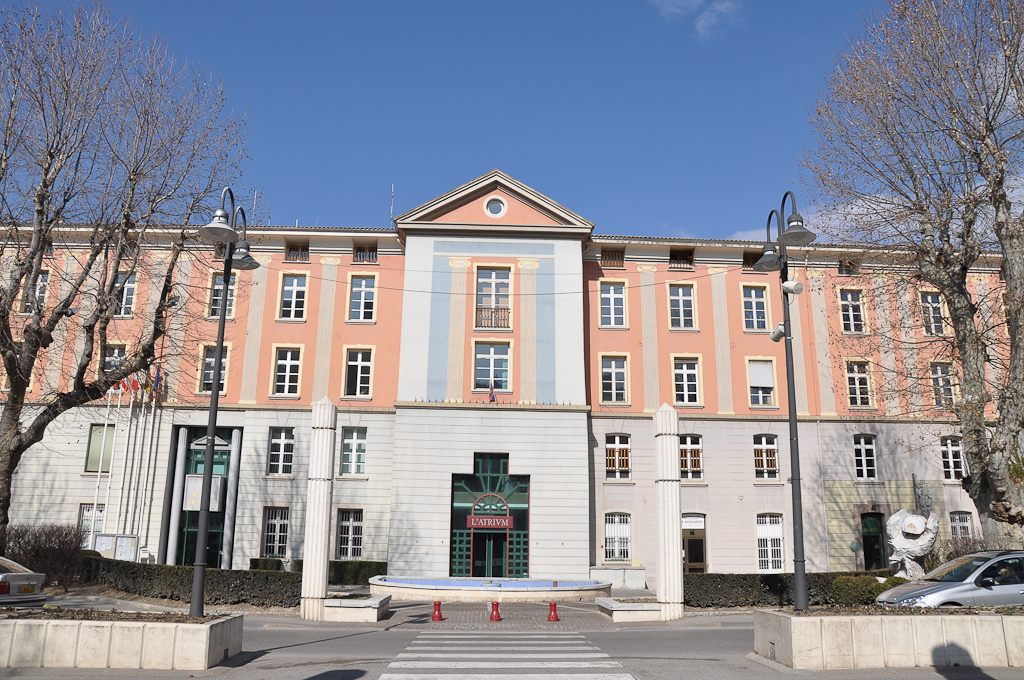
迪涅莱班市政厅

现任迪涅莱班市长为帕特里夏·格拉内-布吕内洛女士（Patricia Granet-Brunello），于2014年上任，她是共和国前进！的一名成员，在2020年的市政选举中获得32.49%的支持率。
| 迪涅莱班历届市长 |                          |                      |
| 任期             | 市长                     | 党派                 |
| 1946年－1947年   | 保罗·茹夫                | SFIO工人国际法国支部 |
| 1947年－1971年   | 朱利安·罗米厄            | RAD激进党            |
| 1971年－1977年   | 勒内·维尔纳夫            | 無黨籍               |
| 1977年－1995年   | 皮埃尔·里纳尔迪          | RPR保衛共和聯盟      |
| 1995年－2001年   | 让-路易·比安科           | PS社会党             |
| 2001年－2014年   | 塞尔日·格洛阿冈          | PS社会党             |
| 2014年－         | 帕特里夏·格拉内-布吕内洛 | LREM复兴             |

在2017年法国大选的第一轮选举中，国民联盟主席总统玛丽娜·勒庞在迪涅莱班获得了22.41%的支持率，居所有候选人首位；但在第二轮选举中以37.78%的支持率败给了法国现任总统马克龙。

## 经济

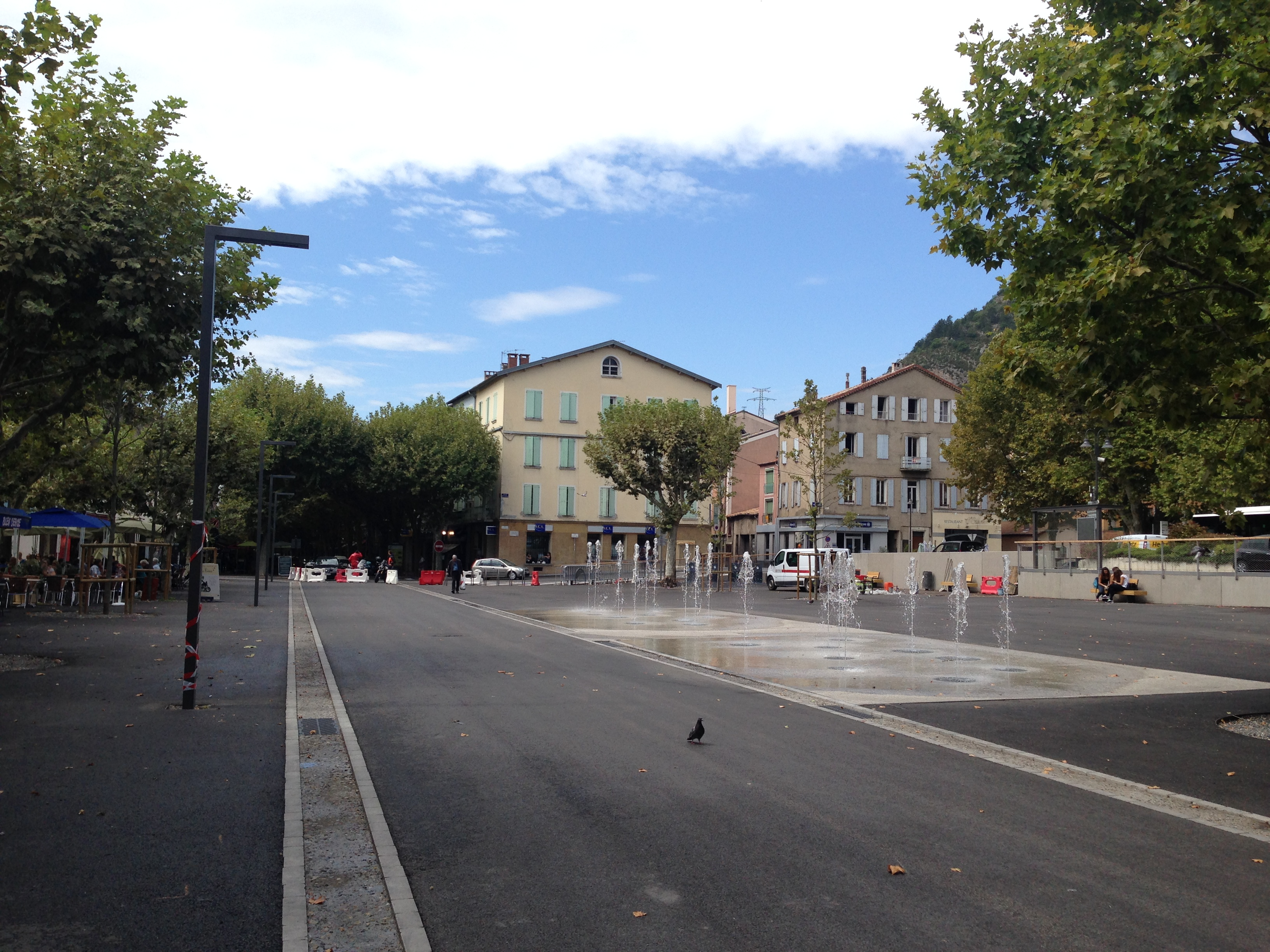
迪涅莱班街头的一处喷泉广场

### 财政
2017年，迪涅莱班的财政支出总额为2193.7万欧元，财政收入总额为2420.1万欧元，债务总额为3495.9万欧元。

### 收入
2014年，迪涅莱班的人均月纯收入为2083欧元，其中高级职员为3663欧元，低于法国平均水平（4141欧元）；普通工人为1768欧元，高于法国平均水平（1637欧元）。
2016年，迪涅莱班的青壮年人口（15-64岁）失业率为11.1%。总人口中有43%拥有纳税资格。

## 人口
2016年，迪涅莱班的市镇范围内的合法人口数量为16,246，其中男性7,575人，女性8,611人，75岁及以上人口数量占比为11.2%，外籍人口1,045人，总人口数量在在全法国排名第579位。人口密度为138人/平方公里。2018年，迪涅莱班的出生人口数量为131人，死亡人口数量为190人。
当地居民被称为Dignois（男性）或Dignoise（女性）。
| 年份   | 1936  | 1946  | 1954   | 1962   | 1968   | 1975   | 1982   | 1990   | 1999   | 2006   | 2011   | 2016   | 2017   |
| ------ | ----- | ----- | ------ | ------ | ------ | ------ | ------ | ------ | ------ | ------ | ------ | ------ | ------ |
| 人口數 | 7,623 | 9,342 | 10,436 | 12,460 | 14,661 | 15,416 | 15,149 | 16,087 | 16,064 | 17,868 | 16,886 | 16,186 | 16,460 |

## 社会事务

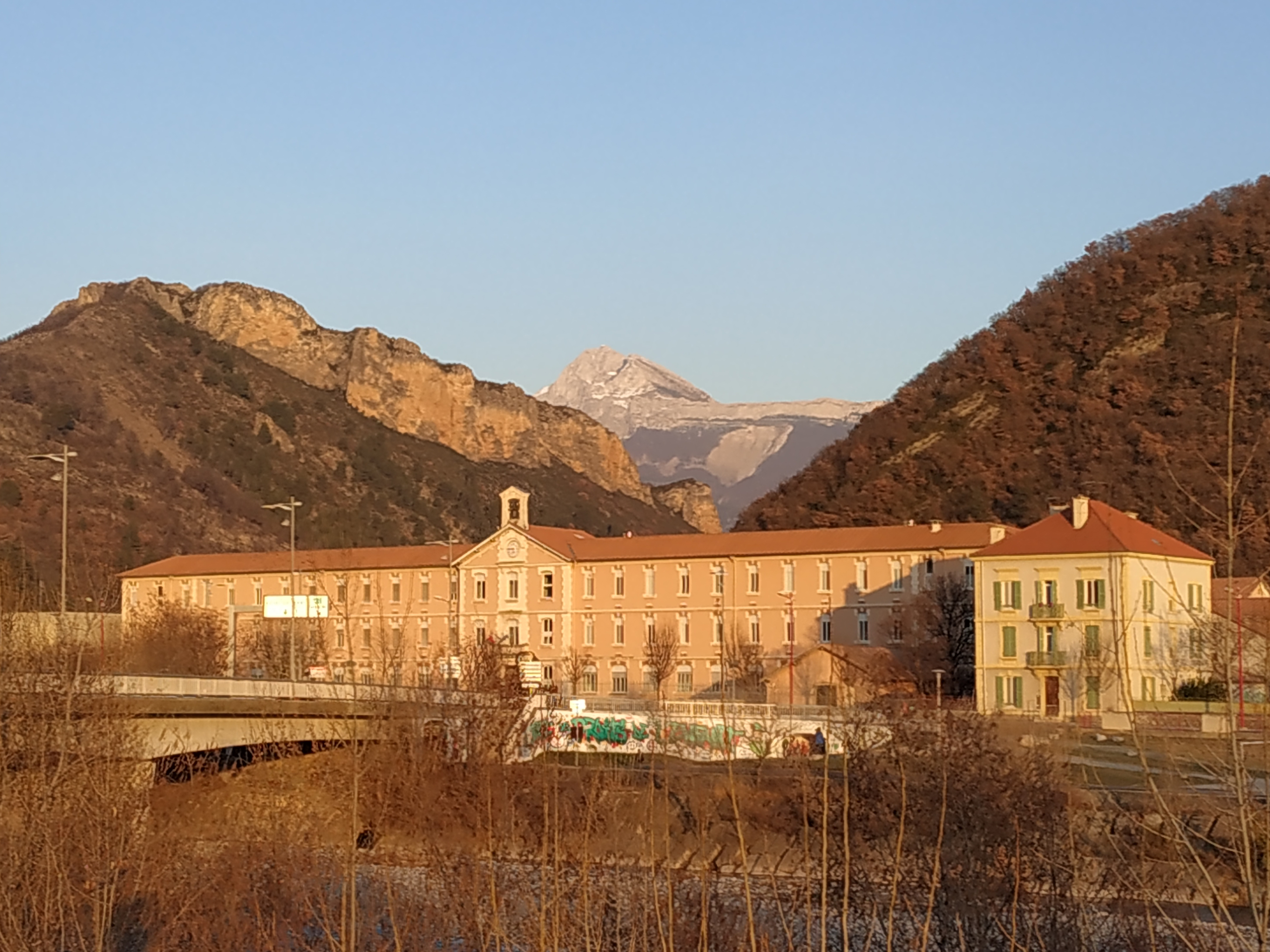
加桑迪初级中学

### 教育
迪涅莱班属于艾克斯-马赛学区。截止2018年底，迪涅莱班境内共有12所小学、3所初级中学和5所高级中学（包括3所普通高中和2所职业高中）。
艾克斯-马赛大学下属的应用科技学院（IUT）在迪涅莱班设有校区，开设有区域整治、旅游管理等专业。

### 医疗
截止2018年1月1日，迪涅莱班境内共有全科医生23名，保健师29名，牙医19名，护士57名，耳科医生1名，眼科医生1名，皮肤科医生2名，助产士3名、儿科医生2名和妇科医生1名。市区内共有药房8家。
迪涅莱班中心医院位于迪涅莱班市区西南部，是迪涅莱班最大的综合性医疗机构。
此外，迪涅莱班境内还有4处养老院和3个残疾人帮扶中心。

### 住房

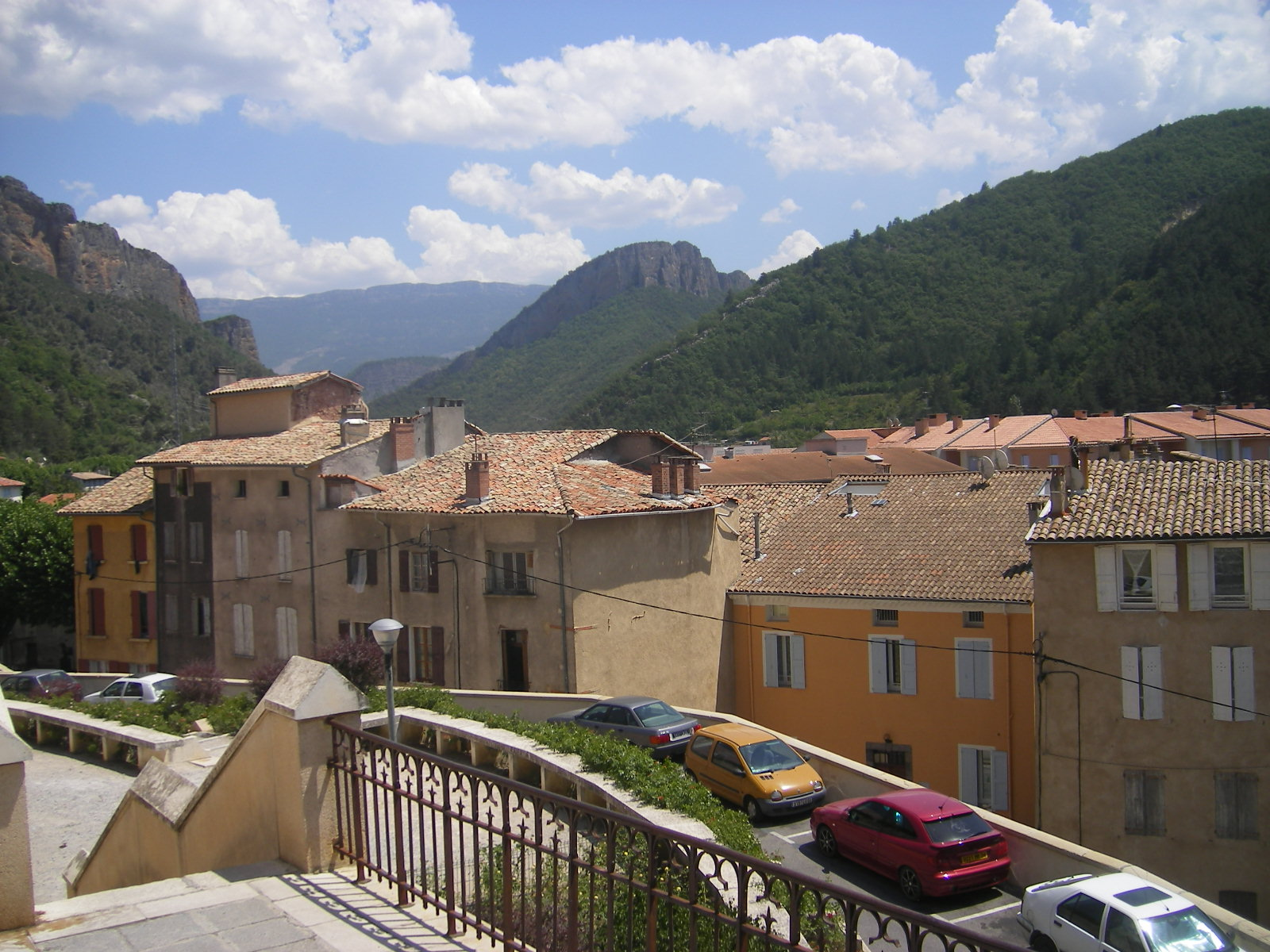
迪涅莱班民居

2015年，迪涅莱班境内共各类居民住房10,479处，比上一年增加了28处。其中79.2%为常住居民住房，14.2%为假期住房。

### 商业
2015年，迪涅莱班境内共有各类商业铺面1,093家，其中餐饮服务类商业铺面465家，个体性的商铺主要位于迪涅莱班市中心，大型卖场则集中在市区西南部的圣克里斯托夫街区（Saint-Christophe）内。

### 体育
截止2019年初，迪涅莱班共有8处综合体育中心，共有2处游泳池，5个健身房，6个足球或橄榄球场和7个篮球或排球场。
迪涅莱班有多个项目的俱乐部，其中迪涅莱班足球俱乐部曾于1981至1984年间参加法国足球丙级联赛。
迪涅莱班于2006年获得了当年的《法国最佳体育城市》（2万以下人口）的头衔。

### 治安
迪涅莱班境内设有一处派出所、一个消防救援队和一处省级宪兵队。

## 文化

### 旅游

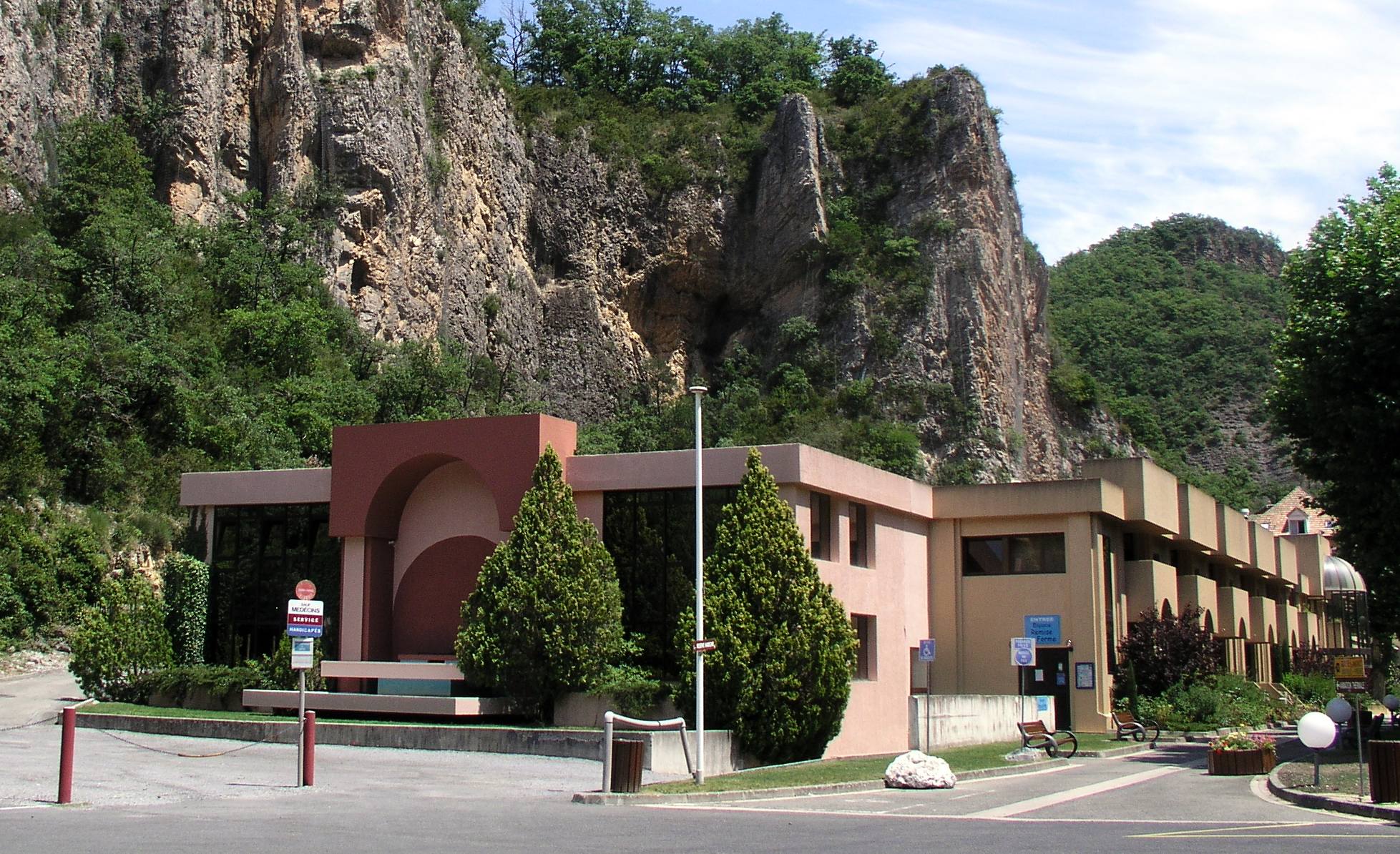
迪涅温泉疗养中心

迪涅莱班的旅游景点以自然风光为主，其市区周边为上普罗旺斯地质公园，主要旅游项目包括温泉疗养、山地越野、徒步、漂流、薰衣草田观赏等。此外，迪涅莱班市区内也有多处历史文物，迪涅圣母堡大教堂为当地的标志性建筑。
截止2018年1月1日，迪涅莱班境内设有1处旅游咨询处（Maison de Tourisme）和10家宾馆共计249间房间。

### 媒体
《普罗旺斯报》是法国南部普罗旺斯地区的一个地方性报刊媒体，总部位于马赛，下设阿尔卑斯板块。

## 友好城市
- 德国巴特梅根特海姆
- 義大利博尔戈马内罗